# Tschaa-Chol
Tschaa-Chol (russisch Чаа-Холь, tuwinisch Чаа-Хөл) ist ein Dorf (selo) in der Republik Tuwa in Russland mit 3250 Einwohnern (Stand 14. Oktober 2010).

## Geographie
Der Ort liegt knapp 150 km Luftlinie westlich der Republikhauptstadt Kysyl im Westteil des Tuwinischen Beckens. Er befindet sich knapp 3 km vom rechten Ufer des Flusses Tschaa-Chol beziehungsweise unmittelbar an seinem kleinen rechten Nebenarm Bai-Bulun, etwa 7 km oberhalb (südwestlich) von deren Mündung in den Sajano-Schuschensker Stausee des Jenissei.
Tschaa-Chol ist Verwaltungszentrum des Koschuuns (Rajons) Tschaa-Cholski sowie Sitz und einzige Ortschaft der Landgemeinde (selskoje posselenije) Tschaa-Cholski sumon.

## Geschichte
Das Dorf wurde 1887 etwa 10 km nordöstlich, näher zum Lauf des Jenissei gegründet und trug zunächst die russifizierte Bezeichnung Dschakul, nach dem Fluss (tuwinisch für „Neuer See“). Bis zur Gründung von Belozarsk, des heutigen Kysyl, 1914 war es das wichtigste Handelszentrum der Region. 1941 wurde Tschaa-Chol Verwaltungssitz des nach ihm benannten Koschuuns und blieb dies auch nach dem Anschluss Tuwas an die Sowjetunion 1944 bis 1961, als er aufgelöst und dem östlich benachbarten Ulug-Chemski koschuun mit Sitz im damals etwa 30 km östlich gelegenen Schagonar angeschlossen wurde.
Mit der Füllung des Sajano-Schuschensker Stausees Ende der 1970er-Jahre wurde das alte Dorf – wie auch das Rajonzentrum Schagonar – überflutet und an der heutigen Stelle neu errichtet. Zunächst trug der neue Ort den Namen Nowy Tschaa-Chol, tuwinisch Tschaa Tschaa-Chöl (Чаа Чаа-Хөл, russisch nowy und tuwinisch tschaa für „neues“). 1992 wurde der Rajon wiederhergestellt und Tschaa-Chol wieder unter dem ursprünglichen Namen erneut Verwaltungssitz.

### Bevölkerungsentwicklung
| Jahr | Einwohner |
| ---- | --------- |
| 1959 | 2199      |
| 2002 | 3453      |
| 2010 | 3250      |

Anmerkung: Volkszählungsdaten

## Verkehr
Nach Tschaa-Chol führt die Regionalstraße 93N-11, die etwa 15 km südwestlich von der 93K-02 von Kysyl nach Ak-Dowurak (Teil der ehemaligen A162) abzweigt. Weiter über den Fluss Tschaa-Chol und dann nach Westen bis zum etwa 30 km entfernten Dorf Schantschy verläuft eine Lokalstraße.